# Charles B. Rangel

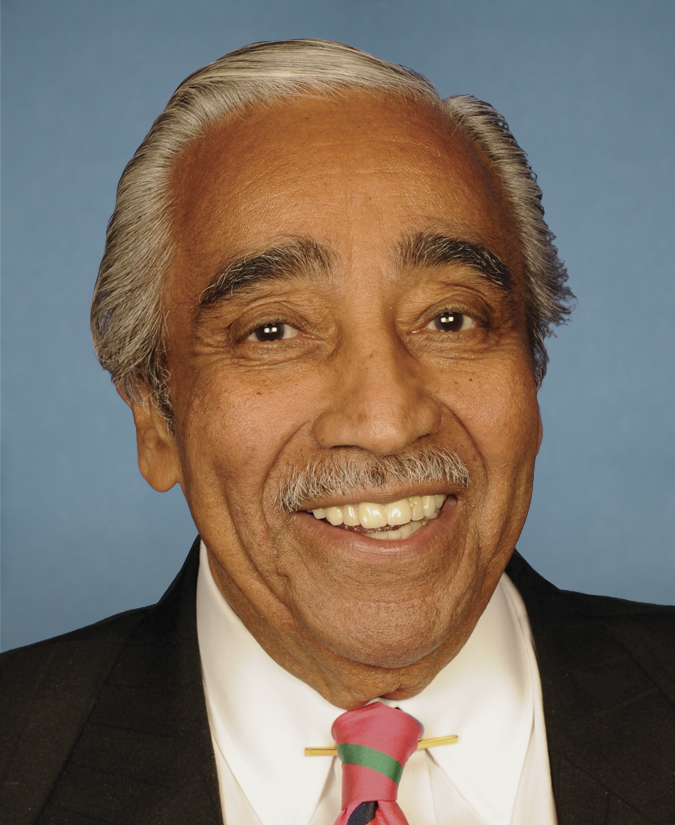
Charles B. Rangel (um 2011)

Charles Bernard Rangel (* 11. Juni 1930 in New York City; † 26. Mai 2025) war ein US-amerikanischer Politiker der Demokratischen Partei. Als Mitglied des US-Repräsentantenhauses vertrat er von 1971 bis 2017 den jetzigen 15. Kongresswahlbezirk des Bundesstaates New York.

## Familie und Ausbildung
Nach seiner Militärzeit von 1948 bis 1952, während der er unter anderem mit dem Verwundetenabzeichen Purple Heart für seinen Einsatz im Koreakrieg ausgezeichnet wurde, studierte Rangel an der New York University und erwarb seinen Abschluss in Jura an der St. John’s University School of Law.
Rangel saß zwischen 1966 und 1970 in der New York State Assembly, dem Parlament des Bundesstaates New York. In den Vorwahlen der Demokraten besiegte er schließlich den langjährigen Kongressabgeordneten Adam Clayton Powell und wurde danach ins Repräsentantenhaus gewählt. Sein multiethnischer Kongresswahlbezirk schloss Upper Manhattan und Teile der Bronx ein.
Mit seiner Frau lebte Rangel in Harlem, die beiden haben zwei Kinder.

## Parlamentsarbeit

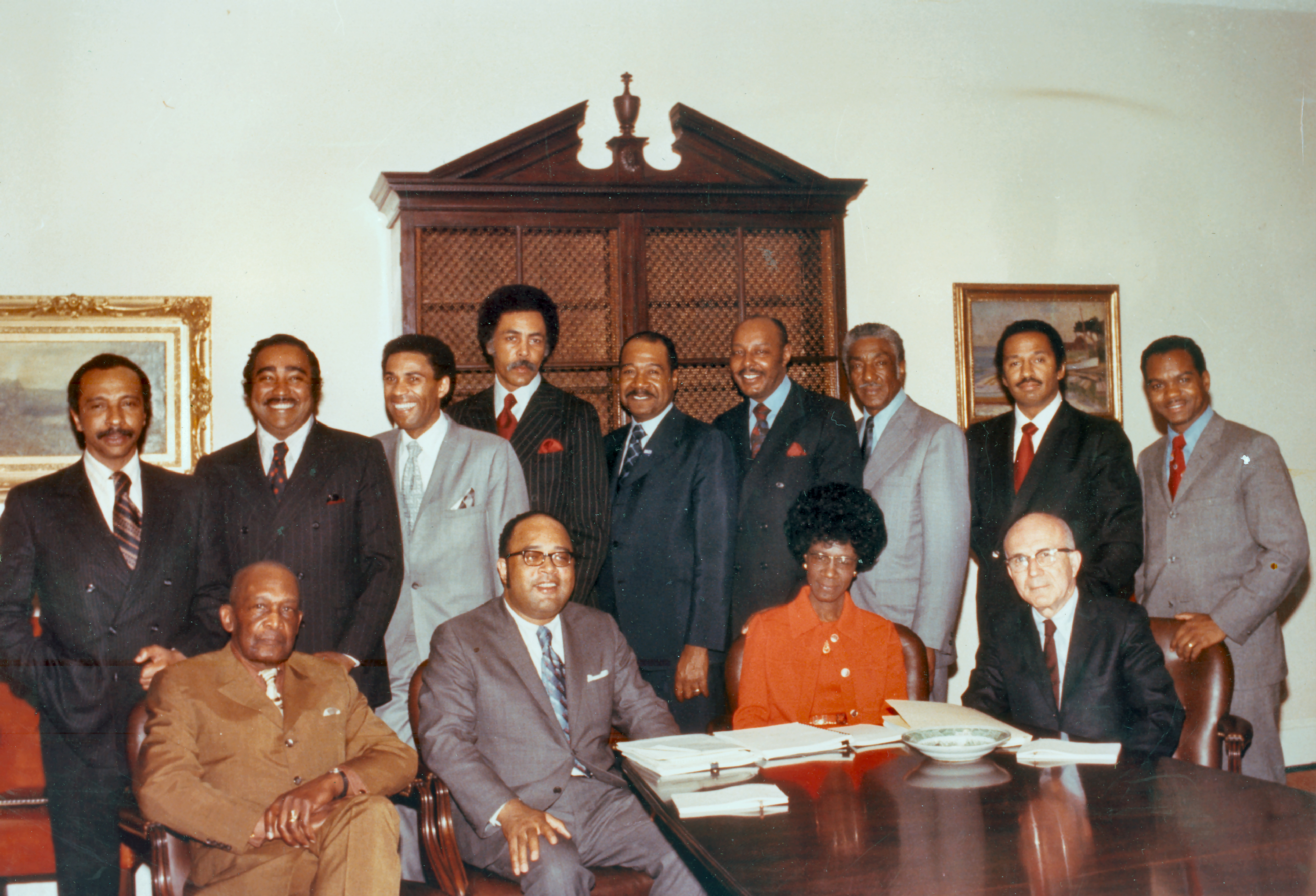
Gründungsfoto des Congressional Black Caucus (Rangel 2. von links oben, 1971)

Er war lange Zeit höchstrangiges demokratisches Mitglied im Committee on Ways and Means sowie Mitglied im Unterausschuss für Handel. Seit dessen Gründung 1971 gehörte Rangel dem Congressional Black Caucus an, der Vereinigung schwarzer Kongressabgeordneter. Während der Watergate-Affäre war er Mitglied im Justizausschuss und damit beteiligt an der Untersuchung, die zum Rücktritt von Präsident Richard Nixon führte.
1987 war Rangel federführend an der Anti-Apartheids-Gesetzgebung beteiligt, die die bis dahin praktizierte Anrechnung von in Südafrika gezahlten Unternehmenssteuern untersagte und dadurch den Rückzug zahlreicher amerikanischer Großunternehmen aus Südafrika bewirkte.
Rangel fiel regelmäßig durch aufsehenerregende Aktionen oder Äußerungen auf. Unter anderem ließ er sich mehrfach als Teilnehmer politischer Demonstration festnehmen, bei denen es zumeist um die Gleichstellung von Afroamerikanern ging. Im Februar 2005 nannte er Bill Clinton einen Redneck (weißer, reaktionärer Hinterwäldler), weil sich Hillary Clinton weigerte, Rangels Position im Fall Amadou Diallo zu unterstützen. Der schwarze Muslim Diallo war 1999 unter umstrittenen Umständen von vier New Yorker Polizeibeamten getötet worden.
Im September 2005 verglich er den Präsidenten George W. Bush mit Bull Connor, einem strikten Verteidiger der Rassentrennung aus Alabama. Vizepräsident Dick Cheney äußerte daraufhin den Verdacht, dass diese Äußerung wohl dem fortgeschrittenen Alter von Rangel zuzuschreiben sei. Rangel reagierte empört.

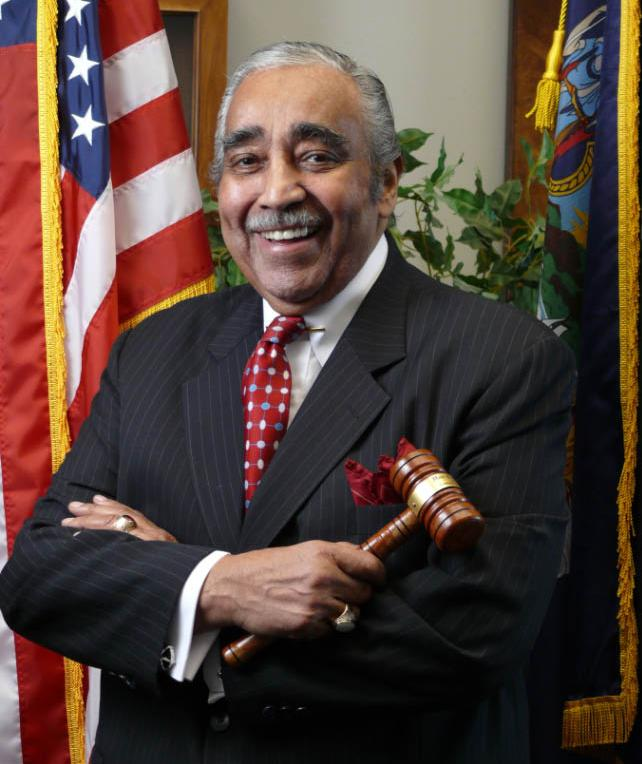
Rangel als Vorsitzender des Ways-and-Means-Committee mit dem Richterhammer

Rangel, der ab 2007 auch Vorsitzender des Committee on Ways and Means gewesen war, trat von dieser Funktion am 3. März 2010 zurück, nachdem er wegen gesponserter Flüge in die Karibik die Unterstützung seiner Partei verloren hatte. Als Nachfolger wurde Sander M. Levin, ein liberaler Abgeordneter der Demokratischen Partei aus Michigan, nominiert. Rangel selbst wollte sein Amt als Vorsitzender des Unterausschusses für Gesundheit (Health Subcommittee) sowie seine Mitgliedschaft im Ways and Means Committee behalten.
Nachdem Rangel vor den Wahlen 2012 und 2014 jeweils nur knapp die demokratische Vorwahl gewonnen hatte, kündigte er im Sommer 2014 an, sich bei der Wahl im November 2016 nicht mehr für den Sitz zu bewerben. Er schied daher am 3. Januar 2017 aus dem Kongress aus. Für das Mandat wurde darauf eine Reihe hochrangiger Kandidaten der Demokraten genannt, darunter der frühere Gouverneur des Bundesstaates, David Paterson. Die Vorwahl war die erste offene (also ohne Mandatsinhaber) seit 1944, als Rangels direkter Vorgänger Adam Clayton Powell erstmals gewählt wurde. Schließlich setzte sich Rangels parteiinterner Herausforderer der Jahre 2012 und 2014, Adriano Espaillat, durch, der sich auch bei der Hauptwahl im November 2016 behauptete und am 3. Januar 2017 Rangels Nachfolge im Kongress antrat.

## Ehrungen
Rangel erhielt 2009 ehrenhalber den Order of Jamaica, was wegen der zeitgleichen Ethikuntersuchung wegen einer Karibikreise für Kritik sorgte.